# Дружба (Молдова)
Дружба (рум. Drujba) — село в Унгенському районі Молдови. Входить до складу комуни, адміністративним центром якої є село Гирчешть.

## Населення
За даними перепису населення 2004 року у селі проживала 601 особа.
Національний склад населення села:
| Національність | Кількість осіб | Відсоток |
| -------------- | -------------- | -------- |
| молдавани      | 599            | 99,7 %   |
| росіяни        | 2              | 0,3 %    |
| Всього         | 601            | 100 %    |